# Носа
Носа — река в России, протекает по Первомайскому и Пошехонскому районам Ярославской области. Исток находится западнее деревни Вязовка. Течёт на северо-запад мимо Оносово, Больших Балуек, Малых Балуек, Желонки, Соколово, Владычного, Большой Ширяйки, Ануфриева, Медведки. Устье реки находится в 47 км по левому берегу реки Согожа, выше по течению села Телешево. Длина реки составляет 38 км, площадь водосборного бассейна — 153 км². Имеет правые притоки Ястребка и Чёрная речка.

## Данные водного реестра
По данным государственного водного реестра России относится к Верхневолжскому бассейновому округу, водохозяйственный участок реки — Рыбинское водохранилище до Рыбинского гидроузла и впадающие в него реки, без рек Молога, Суда и Шексна от истока до Шекснинского гидроузла, речной подбассейн реки — Реки бассейна Рыбинского водохранилища. Речной бассейн реки — (Верхняя) Волга до Куйбышевского водохранилища (без бассейна Оки).
Код объекта в государственном водном реестре — 08010200412110000009847.

## Топографические карты
- Лист карты O-37-43 Владычное. Масштаб: 1 : 100 000. Состояние местности на 1982 год. Издание 1986 г.
- Лист карты O-37-44 Кукобой. Масштаб: 1 : 100 000. Состояние местности на 1982 год. Издание 1986 г.